# Tretioscincus bifasciatus
Tretioscincus bifasciatus — вид ящірок родини гімнофтальмових (Gymnophthalmidae). Мешкає в Південній Америці.

## Поширення і екологія
Tretioscincus bifasciatus мешкають на півночі Колумбії і Венесуели, а також на Арубі, на острові Маргарита на островах Сан-Андрес-і-Провіденсія. Вони живуть в сухих тропічних лісах і чагарникових заростях та у вологих лісах в передгір'ях, трапляються поблизу людських поселень. Живляться тарганами, павуками і кониками.